# Lacus Clyne
Lacus Clyne (ラクス・クライン?, Rakusu Kurain) è un personaggio della linea temporale Cosmic Era della metaserie di anime Gundam.

## Biografia

### Gundam SEED
Lacus Clyne è la figlia del Consigliere Supremo di PLANT Siegel Clyne. È un Coordinatore, la cui carriera come cantante idol le ha procurato una popolarità enorme in PLANT. È promessa in sposa a Athrun Zala principalmente come espediente politico, ma con il progredire della Guerra di Bloody Valentine Lacus incontra e viene lentamente attratta da Kira Yamato pilota del GAT-X105 Strike Gundam dell'Alleanza Terrestre.
Mentre viene inviata a partecipare ad una cerimonia commemorativa dell'anniversario della tragedia di "Bloody Valentine", Lacus fugge a bordo di una capsula di salvataggio quando la sua nave viene attaccata da forze dell'Alleanza Terrestre e più tardi recuperata dalla nave Archangel, anch'essa dell'Alleanza Terrestre. Lacus tratta amici e nemici con la stessa gentilezza e rispetto ed anche il suo fidanzato Athrun rimane alle volte perplesso per la sua apparente ingenuità.
Successivamente Kira, non ritenendo giusto utilizzare Lacus Clyne come ostaggio, la libera ed incontra Athrun Zala nello spazio, consegnandogliela.
Più tardi durante la guerra ospita nascostamente Kira Yamato mentre guarisce dalle ferite subite in seguito all'abbattimento del suo Strike Gundam da parte di Athrun e lo aiuta a rubare il ZGMF-X10A Freedom Gundam per permettergli di contrastare le ambizioni di Patrick Zala. A causa di quest'azione viene dichiarata traditrice insieme a suo padre Siegel e quest'ultimo viene ucciso dai sicari di Patrick Zala. Verso la fine della guerra abbandona PLANT a bordo della nave supporto Eternal e si unisce alla corazzata corazzata classe Izumo Kusanagi dell'Unione di Orb ed alla Archangel, defezionata dall'Alleanza Terrestre, per formare la Fazione Clyne, un gruppo dedicato a fermare la guerra. Quando il vascello supporto ReHOME della Junk Guild si unisce come nave supporto, Lacus incontra infine l'uomo che ha salvato la vita di Kira, il tecnico della Junk Guild Lowe Guele. Ammette infine il suo amore per Kira quando quest'ultimo le regala un anello prima della battaglia finale a Jachin Due e gli dice di ritornare da lei sano e salvo.

### Gundam SEED Destiny
All'inizio della serie Mobile Suit Gundam SEED Destiny, Lacus sta vivendo con Kira presso l'orfanotrofio del Reverendo Malchio sulle Isole marshall. Inoltre Gilbert Dullindall, il nuovo Consigliere SUpremo del Concilio di ZAFT, per impedire alla popolazione di farsi prendere dal panico e impedire un attacco a contro l'Alleanza Terrestre, fa impersonare la parte di Lacus Clyne alla cantante Meer Campbell mostrandola in pubblico ed utilizzandola per influenzare la popolazione. La reale Lacus subisce un attentato di un gruppo di Coordinatori non identificato (ma dotati di mobil suit e di addestramento militare), ma viene salvata da Kira che li combatte con il Freedom Gundam. Insieme a Murrie Ramius, Kira, Andrew Waltfeld, Cagalli Yura Athha ed altri vecchi membri dell'equipaggio si reimbarcano con l'Archangel per cercare di fermare la guerra.
Per cercare di raccogliere informazioni su quanto avviene nello spazio ed approfittando di una visita di Meer Campbell (la finta Lacus) sulla terra, finge di essere sé stessa ed ruba uno shuttle insieme a Andrew Waltfeld e si reca nello spazio, dove raggiunge l'Eternal.
Quando l'Eternal viene scoperta ed attaccata dalle forze di ZAFT, Kira si reca nello spazio a bordo dello Strike Rouge per difenderla. Dopo un breve ricongiungimento con Lacus gli consegna il nuovo ZGMF-X20A Strike Freedom Gundam.
Non è confermato il possesso o meno da parte di Lacus della capacità di entrare in modalità SEED. Nell'episodio 49 di Gundam SEED, prima che faccia il discorso sulla guerra e la morte, le sue pupille si dilatano come quelle di altri personaggi che entrano in modalità SEED, ma non si vede l'effetto grafico dell'esplosione del seme.